# Suicide Season
Suicide Season é o segundo álbum de estúdio da banda britânica de rock Bring Me the Horizon. Foi lançado em 29 de setembro de 2008 no Reino Unido e na Europa pela Visible Noise. A banda assinou um contrato de licenciamento com a Epitaph Records em 11 de setembro de 2008, e o álbum foi lançado em 18 de novembro de 2008 nos Estados Unidos.
O álbum mostra uma grande mudança musical em relação aos lançamentos anteriores da banda, começando a se afastar do seu som original de deathcore e incorporando influências de metalcore. Este também seria o último álbum a contar com o guitarrista base e co-fundador Curtis Ward. Posteriormente, a banda lançou uma edição especial de dois discos de Suicide Season, intitulada Suicide Season: Cut Up!, que apresenta vários músicos e produtores remixando faixas do álbum. Esta edição foi lançada em 2 de novembro de 2009 no Reino Unido pela Visible Noise e em 12 de abril de 2010 nos Estados Unidos pela Epitaph.
Suicide Season gerou três singles ("Chelsea Smile", "Diamonds Aren't Forever" e "The Sadness Will Never End"). O álbum estreou nas paradas de cinco países. Do ponto de vista crítico, o álbum recebeu uma resposta mista. Embora tenha sido elogiado pela mudança musical em relação ao estilo de Count Your Blessings de 2006, o álbum foi criticado pela composição das músicas e pela estética musical. Embora Suicide Season tenha recebido críticas inicialmente mistas ou desfavoráveis, ao longo do tempo, a avaliação do álbum tornou-se mais positiva em análises retrospectivas. Essa mudança pode ser atribuída a uma melhor compreensão ou apreciação da música ao longo do tempo, além de uma possível valorização das mudanças musicais introduzidas pelo álbum à medida que a banda progrediu em sua carreira. O reconhecimento crítico posterior deu uma apreciação mais positiva que a banda Bring Me the Horizon recebeu em momentos posteriores, possivelmente devido ao sucesso de álbuns subsequentes bem recebidos pela crítica.

## Visão geral e gravação
Após o lançamento do primeiro álbum de estúdio da banda, Count Your Blessings, em 2006, a banda começou a experimentar uma reação extremamente negativa das pessoas à sua música. Eles citaram que muito poucas publicações de imprensa os apresentavam e, na opinião do baterista Matt Nicholls, a banda acumulou forte ódio dos "metaleiros de verdade". Por exemplo, quando a banda abriu um show do Killswitch Engage em 2007, a multidão começou a jogar garrafas neles antes mesmo de seu show começar. Ao preparar a música para o Suicide Season, o vocalista Oliver Sykes e o guitarrista Lee Malia concordaram que este álbum seria o fator decisivo para a banda e que deveria ser diferente de Count Your Blessings.
Suicide Season foi escrito e gravado em Arboga, uma aldeia sueca isolada com o produtor Fredrik Nordström. Oliver Sykes descreveu Arboga como "Nowheresville", uma expressão que pode ser traduzida como "terra de ninguém". Sykes considerou o isolamento fornecido por Arboga como ideal em comparação à atividade constante em Birmingham, o local de gravação de seu primeiro álbum: "Gravamos Count Your Blessings no meio de Birmingham e foi muito fácil se distrair. Arboga é um vilarejo sem nada além de uma lojinha e pronto”. Durante a gravação do álbum, Nordström estav a ausente no início.  Na perspectiva de Sykes, "ele tirou sua própria conclusão com base em Count Your Blessings".  No entanto, ele apareceu no meio do processo de gravação e ficou chocado com a música que eles escreveram, e a partir desse ponto se envolveu mais no processo de gravação.  Nordström também ensinou à banda alguns níveis básicos de gravação e produção para que eles pudessem trabalhar durante a noite. No final do álbum, ele disse que foi "um dos melhores CDs que ele fez em anos".
A capa do álbum apresenta uma garota, interpretada por Stephanie Byrd, segurando seus intestinos. Sykes explica a arte em uma entrevista, afirmando: "A ideia por trás da capa é [...] basicamente sobre derramar suas tripas e se abrir para o mundo."
Durante sua viagem em Arboga, a banda causou polêmica acendendo uma fogueira mal preparada no meio da floresta. O BMTH apareceu nas notícias do jornal local por destruir uma celebração pagã.
O álbum conta com as participações do vocalista JJ Peters do Deez Nuts, Sam Carter do Architects e Luis Dubuc do The Secret Handshake.

## Composição

### Influências, estilo e temas
Suicide Season se afasta da musicalidade deathcore anterior de Bring Me the Horizon. A banda foi posteriormente creditada por adotar um estilo mais eclético e se mover para um som mais direto ao metalcore. Em entrevista à revista Metal Hammer, Sykes afirma que este álbum é "100% diferente" de Count Your Blessings. Ele também diz: “Nós experimentamos muito mais, eu acho, usamos mais outros estilos de música que todos nós gostamos, usamos diferentes instrumentos e tecnologias, trazendo várias coisas digitais para a mesa. Cada faixa é diferente." Por causa dessa mudança drástica no som de Count Your Blessings, eles experimentaram uma grande mudança na base de fãs.
Sykes afirmou que a banda estava mais focada quando no estúdio, o que tornou mais fácil para eles experimentarem escrever músicas e expandir seu som: "Nós realmente não tínhamos nenhuma outra banda que quiséssemos soar parecido ou qualquer outro estilo. Nós apenas pensamos em tentar fazer algo diferente e ver o que sai. E foi isso que saiu."
O álbum de remixes Suicide Season: Cut Up! tem uma gama de gêneros musicais diferentes. Oliver Sykes em entrevista afirma que "Não há uma música lá que realmente soe como a original. O que é ótimo, sendo a diversidade de cada música. Há dubstep até hip-hop, electro até drum and bass." O estilo dubstep do álbum foi reconhecido em faixas de Tek-one e Skrillex, enquanto os elementos de hip-hop são encontrados no remix de Chelsea Smile de Travis McCoy's." A versão de Benjamin Weinman de "No Need for Introductions ..." é consideravelmente a mais incomum com sua incorporação de música industrial.

## Promoção e lançamento
A Visible Noise Records produziu um site dedicado à promoção do álbum. Apresentava um relógio em contagem regressiva até 29 de setembro, data de lançamento do álbum, e uma página de rolagem na qual o visitante pode revelar a imagem da capa do álbum. A banda também fez uma contagem regressiva para o lançamento do álbum no Reino Unido.
O primeiro vídeoclipe promocional da Suicide Season foi lançado em 12 de agosto de 2008 na página da Visible Noise no MySpace, intitulado "The Comedown". Em 15 de agosto, "Chelsea Smile" foi lançado na página da banda no MySpace.
O formato em CD do álbum traz uma etiqueta com o nome do álbum sobre os intestinos na capa, pois pode ser considerado ofensivo.
Foi anunciado em 27 de agosto de 2009 que Bring Me the Horizon lançaria uma versão remixada de Suicide Season, intitulada Suicide Season: Cut Up!. Foi lançado no Reino Unido em 2 de novembro de 2009 e mais tarde nos Estados Unidos em 12 de abril de 2010. A origem do conceito do álbum foi que Oliver Sykes pediu a um amigo para remixar uma de suas músicas, e a banda ficou muito satisfeita com o resultado final, decidindo então remixar todo o Suicide Season. Os músicos e produtores apresentados no álbum incluem: Ben Weinman de The Dillinger Escape Plan, Skrillex, L'Amour La Morgue, KC Blitz, Utah Saints e Shawn "Clown" Crahan do Slipknot.
Em outubro de 2011, foi premiado com a certificação de ouro da Independent Music Companies Association, que premiava vendas de pelo menos 75.000 cópias em toda a Europa.

## Recepção critica
| Críticas profissionais | Críticas profissionais |
| Avaliações da crítica  | Avaliações da crítica  |
| Fonte                  | Avaliação              |
| ---------------------- | ---------------------- |
| AbsolutePunk           | 67%                    |
| AllMusic               | Favorável              |
| Metal Hammer           | 3.5 de 5 estrelas.     |
| RockLouder             | 3 de 5 estrelas.       |
| Sputnikmusic           | 3 de 5 estrelas.       |
| Thrash Hits            | 4.5 de 6 estrelas.     |
| Punknews.org           | 1.5 de 5 estrelas.     |

Após seu lançamento, o álbum foi recebido com críticas mistas. Enquanto alguns críticos elogiaram o álbum como sendo mais musicalmente diverso e poderoso, outros não ficaram tão satisfeitos com a mudança de direção do som de deathcore anterior do Count Your Blessings. Tom Forget do AllMusic escreveu que o álbum está repleto de "canções intrincadamente construídas e refrescantemente imprevisíveis", citando o Bring Me the Horizon como uma das primeiras bandas de metalcore da Grã-Bretanha a "criar ondas".  Phillip Maio elogiou a distância da banda do deathcore e a adoção do metalcore, escrevendo na RockLouder que "Um dos melhores pontos de Suicide Season é a sua sensação de ameaça. BMTH sempre foi pensado para ter uma perspectiva aterrorizante, mas Count Your Blessings era tão confuso que suas tentativas de ser algo perigoso eram risíveis. Mas aqui, ao permitir que as camadas e os riffs respirem, esforços como a faixa-título provam ser muito mais intimidantes do que qualquer tentiva de deathcore poderia."  Ryan Williams do Thrash Hits deu ao álbum uma classificação de 4,5 de 6, escrevendo que embora algumas das letras de Sykes sejam "baratas", "É fácil focar no óbvio e no bobo, mas há alguns desenvolvimentos muito fortes na nova música madura do BMTH. Os resultados são ocasionalmente surpreendentes. "
Uma análise do Sputnikmusic por Alex Silveri afirma que, em comparação com Count Your Blessings, a Suicide Season é "mais fresca e contagiante", dando ao álbum uma classificação de 3 de 5.
Uma crítica no AbsolutePunk também foi julgativa, afirmando que algumas músicas são "pesadas, porém cativantes" e "soa como se houvesse uma sala cheia de pessoas batendo cabeça até cair", passando a dizer "Às vezes você gostaria que eles jogassem algumas batidas thrash e riffs rápidos. Isso pode decepcionar e eu sinto que alguns solos não dariam errado." No entanto, o revisor conclui dizendo "No geral, Suicide Season me impressionou. Os meninos do BMTH voltaram e mostraram que não são apenas uma banda de corte de cabelo emo genérica."

## Faixas
| N.º            | Título                                                                                   | Duração |  |
| 1.             | "The Comedown"                                                                           | 4:09    |  |
| 2.             | "Chelsea Smile"                                                                          | 5:02    |  |
| 3.             | "It Was Written In Blood"                                                                | 4:02    |  |
| 4.             | "Death Breath"                                                                           | 4:20    |  |
| 5.             | "Football Season Is Over"                                                                | 1:55    |  |
| 6.             | "Sleep With One Eye Open"                                                                | 4:16    |  |
| 7.             | "Diamonds Aren't Forever"                                                                | 3:48    |  |
| 8.             | "The Sadness Will Never End"                                                             | 5:22    |  |
| 9.             | "No Need For Introductions, I've Read About Girls Like You On The Backs Of Toilet Doors" | 0:59    |  |
| 10.            | "Suicide Season"                                                                         | 10:49   |  |
| Duração total: | Duração total:                                                                           | 44:14   |  |

| DVD de edição bônus Deluxe |                              |         |  |
| N.º                        | Título                       | Duração |  |
| 1.                         | "Live in Mexico City"        |         |  |
| 2.                         | "Live in Siberia"            |         |  |
| 3.                         | "The Comedown"               | 4:35    |  |
| 4.                         | "Chelsea Smile"              | 4:13    |  |
| 5.                         | "Diamonds Aren't Forever"    | 3:59    |  |
| 6.                         | "The Sadness Will Never End" | 4:42    |  |

### Suicide Season: Cut Up!
| N.º            | Título                                                                                   | Remix por            | Duração |  |
| 1.             | "The Comedown"                                                                           | Robotsonics          | 5:17    |  |
| 2.             | "Chelsea Smile"                                                                          | KC Blitz             | 4:12    |  |
| 3.             | "It Was Written in Blood"                                                                | L'Amour La Morgue    | 4:57    |  |
| 4.             | "Death Breath"                                                                           | Toxic Avenger        | 4:33    |  |
| 5.             | "Football Season Is Over"                                                                | After the Night      | 3:56    |  |
| 6.             | "Sleep with One Eye Open"                                                                | Tek-One              | 4:41    |  |
| 7.             | "Diamonds Aren't Forever"                                                                | I Haunt Wizards      | 3:54    |  |
| 8.             | "The Sadness Will Never End"                                                             | Skrillex             | 6:02    |  |
| 9.             | "No Need for Introductions, I've Read About Girls Like You on the Backs of Toilet Doors" | Ben Weinman          | 2:45    |  |
| 10.            | "Suicide Season"                                                                         | The Secret Handshake | 2:55    |  |
| 11.            | "Football Season Is Over"                                                                | Utah Saints          | 5:02    |  |
| 12.            | "Sleep with One Eye Open"                                                                | Shawn Crahan         | 5:54    |  |
| 13.            | "Chelsea Smile"                                                                          | Travis McCoy         | 3:42    |  |
| 14.            | "Suicide Season"                                                                         | Outcry Collective    | 5:05    |  |
| Duração total: | Duração total:                                                                           | Duração total:       | 1:02:55 |  |

## Ficha técnica
| Bring Me the Horizon - Oliver Sykes – vocais principais, teclados, programação - Lee Malia – guitarra solo - Curtis Ward – guitarra rítmica - Matt Kean – baixo - Matt Nicholls – bateria, percussão Músicos adicionais - JJ Peters do Deez Nuts – vocais em "Football Season Is Over" - Sam Carter do Architects – vocais limpos em "The Sadness Will Never End" - The Secret Handshake – samples em "Chelsea Smile" | Produtores adicionais - Fredrik Nordström and Henrik Udd – produção, mixação - Peter In De Betou – masterização em Tailormaid, Suécia |

## Paradas
| Parada (2008)                                 | Melhor posição |
| --------------------------------------------- | -------------- |
| Austrália (ARIA)                              | 28             |
| Países Baixos (Dutch Charts)                  | 99             |
| Suécia (Sverigetopplistan)                    | 27             |
| Reino Unido (Official Albums Chart)           | 47             |
| Estados Unidos (Billboard 200)                | 107            |
| Estados Unidos (Billboard Top Heatseekers)    | 2              |
| Estados Unidos (Billboard Independent Albums) | 9              |
| Estados Unidos (Top Alternative Albums)       | 18             |
| Estados Unidos (Top Catalog Albums)           | 17             |
| Estados Unidos (Top Hard Rock Albums)         | 17             |